# Philipp Fleischer

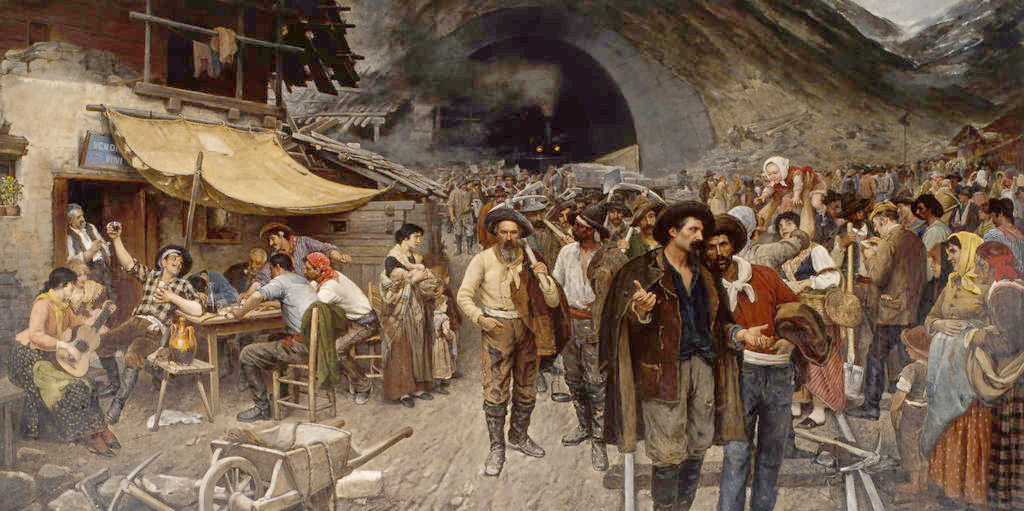
Schichtwechsel beim Bau des Gotthardtunnels, 1886

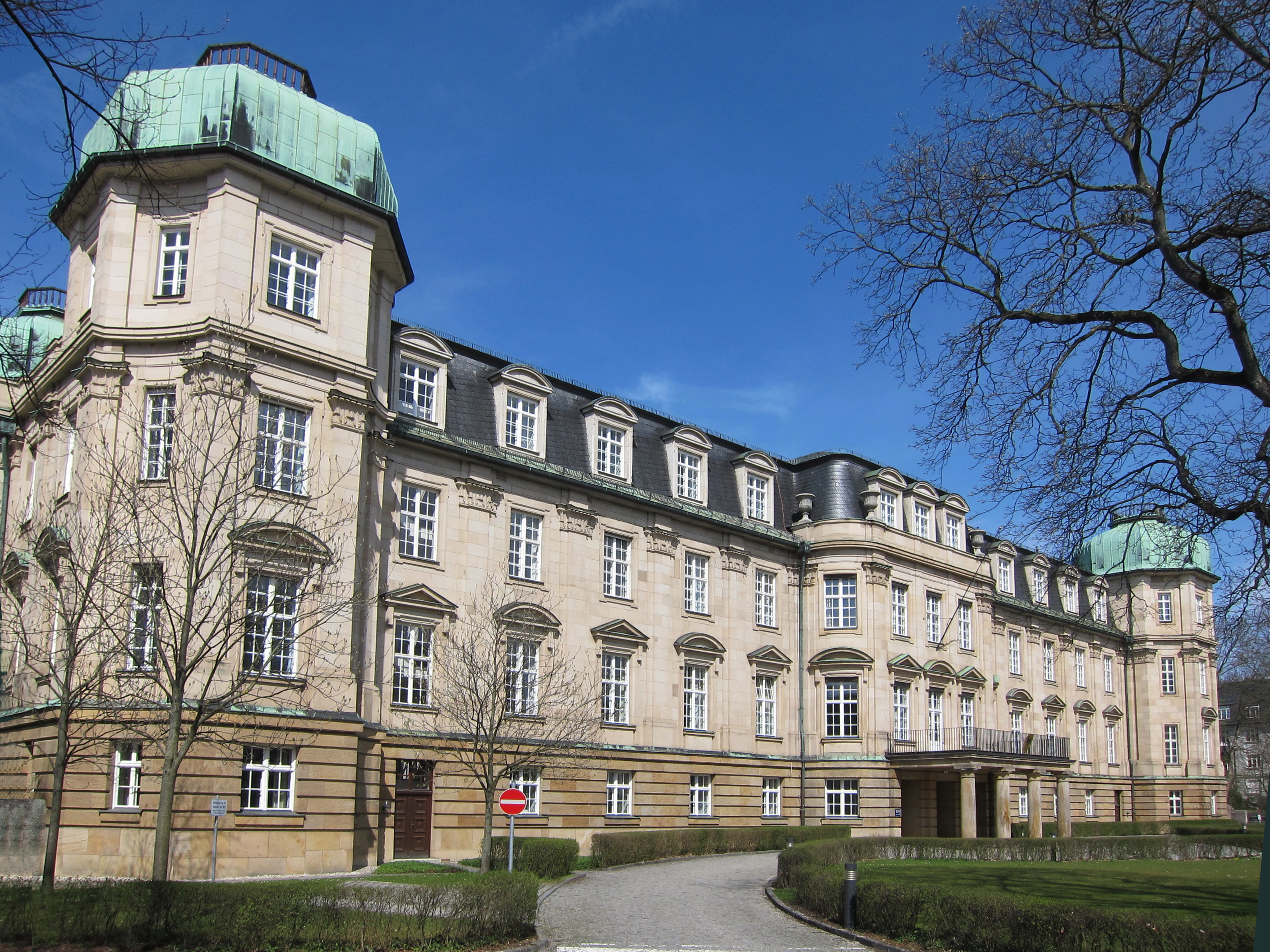
„Fleischerschlösschen“, heute Bundesfinanzhof, in München

Ernst Philipp Fleischer (* 21. Mai 1850 in Breslau; † 14. November 1927 in Wiesbaden) war ein deutscher Maler und Unternehmer.
Fleischer war ein Bruder des Malers Fritz Fleischer (1861–1938); er studierte an der Dresdner Kunstakademie bei Julius Schnorr von Carolsfeld, an der Münchner Kunstakademie bei Karl von Piloty und an der Berliner Kunstakademie bei Karl Gussow.
Neben der Beschäftigung als Maler betrieb er eine Farbenfabrik; sein Vater und ein älterer Bruder waren Chemiker.
Er unternahm mehrere Studienreisen nach Italien, Großbritannien und Paris. In seinem Atelier in München malte er hauptsächlich Panoramen, aber auch Genreszenen, Bildnisse und Illustrationen. 1892 erhielt er den Professorentitel.
Um 1900 erwarb er in München das Anwesen an der Ismaninger Straße 109 und begann dort 1909 mit dem Bau eines großen Wohn- und Gesellschaftshauses mit Gemäldegalerie, des sogenannten „Fleischerschlösschens“. 1911 wurden die Bauarbeiten wegen Geldmangels eingestellt. Der Bau wurde nach dem Ersten Weltkrieg vom Deutschen Reich erworben und als Gerichtsgebäude für den Reichsfinanzhof vollendet bzw. ausgebaut; es beherbergt seit 1950 den Bundesfinanzhof. 
Philipp Fleischer verließ München 1911 und ging nach Wiesbaden.

## Werke
Philipp Fleischer schuf viele Schlachten-Panoramen, produziert im Ateliergebäude an der Schwabinger Landstraße in München:
- 1888: „Battle of Bannockburn“, im Auftrag des deutschstämmigen Hoteliers Albert Max Thiem, ausgestellt in Glasgow, Reste im Bannockburn-Room des Hotels Peebles Hydro in Peebles bei Edinburgh erhalten
- Januar 1889: „The Battle of Trafalgar and Death of Lord Nelson“, im Auftrag des deutschstämmigen Hoteliers Albert Max Thiem, ausgestellt 1889 in Manchester, 1890 in Edinburgh, Mai bis Oktober 1891 in Chelsea (London) (Royal Navy Exhibition), später auch in Frankfurt am Main
- 1889: „Battle of Waterloo“, Auftrag einer Londoner Panorama-Gesellschaft, ab 1890 am Ashley Place in London ausgestellt
- 1891: „Neapel mit Aussicht auf den Golf und den Vesuv“, ab Mai 1891 in München ausgestellt, ab 1892 im Tiergarten-Panorama in Berlin (Gebäude 1895 abgerissen)
- 1898: „Kaiser-Franz-Joseph-Jubiläums-Panorama“ in Wien, Auftrag 1894 von der Wiener Rundgemälde-Gesellschaft, 1897–1898 in München produziert, 1898 zum 50. Regierungsjubiläum von Kaiser Franz Joseph I. im Wiener Prater eröffnet
- 1892: „Hohenzollern-Galerie 1640–1890“, entstanden auf Anregung Kaiser Wilhelms II. und in München produziert; am 21. Januar 1892 in Berlin eröffnet, nach einem Jahr wieder abgehängt